# New York Rangers

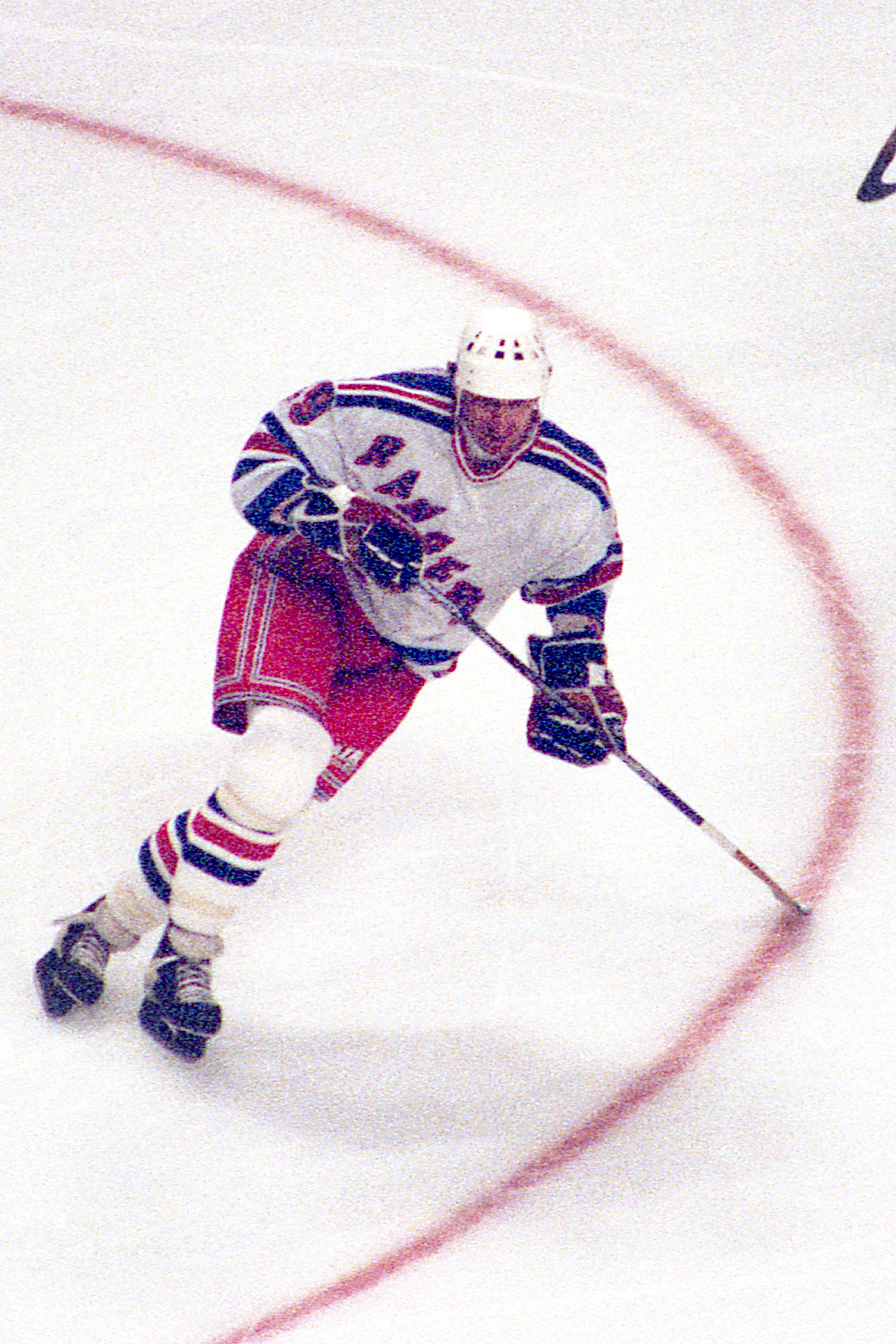
Wayne Gretzky voor de Rangers

De New York Rangers is een ijshockeyclub, een van de twee NHL teams in de Amerikaanse stad New York. Het andere team dat zijn thuisbasis in New York heeft zijn de New York Islanders. De Rangers maken deel uit van de 6 originele teams (Original Six) van de NHL en zijn onderdeel van de Metropolitan Division uit de Eastern Conference.

## Geschiedenis
In 1926 vroegen de eigenaren van de Madison Square Garden toestemming om een franchise te mogen oprichten die zou deelnemen in de toen 9 jaar oude competitie. De voorzitter van Madison Square Garden was George Lewis "Tex" Rickard, oorspronkelijk een bokspromoter in de Garden, die een team wilde samenstellen dat kon concurreren met de vroegere New York Americans.
Rickard kreeg toestemming en begon met het samenstellen van een team. Door ingewijden werd het team wel spottend Tex's Rangers genoemd. Een bijnaam die ze nooit meer zouden kwijtraken en die een van de meest aantrekkelijke franchisenamen aan de Amerikaanse oostkust zou worden.
Om het team samen te stellen riep Rickard de hulp in van Conn Smythe, een toenmalig coach van de University of Toronto. Smythe verzamelde een keur aan talentvolle spelers die de NHL nog jaren zou domineren. Het oorspronkelijke Canadese onderonsje in de NHL kreeg eindelijk zeer vaste voet aan de grond in de Verenigde Staten, waarmee de weg werd vrijgemaakt voor meer teams.

## Optreden in de playoffs
- 2015 - Derde ronde (Tampa Bay Lightning)
- 2014 - Finale Stanley Cup (Los Angeles Kings)
- 2013 - Tweede ronde (Boston Bruins)
- 2012 - Derde ronde (New Jersey Devils)
- 2011 - Eerste ronde (Washington Capitals)
- 2010 - Play-offs niet gehaald
- 2009 - Eerste ronde (Washington Capitals)
- 2008 - Tweede ronde (Pittsburgh Penguins)
- 2007 - Tweede ronde (Buffalo Sabres)
- 2006 - Eerste ronde (New Jersey Devils)
- 2005 - Staking
- 2004 - Play-offs niet gehaald
- 2003 - Play-offs niet gehaald
- 2002 - Play-offs niet gehaald
- 2001 - Play-offs niet gehaald
- 2000 - Play-offs niet gehaald

## Huidige ploeg
Bijgewerkt tot 9 juni 2023 
| #  | Naam                | Nationaliteit    | Pos. |
| -- | ------------------- | ---------------- | ---- |
| 72 | Filip Chytil        | Tsjechië         | C    |
| 21 | Barclay Goodrow (A) | Canada           | C    |
| 24 | Kaapo Kakko         | Finland          | RW   |
| 88 | Patrick Kane        | Verenigde Staten | RW   |
| 20 | Chris Kreider (A)   | Canada           | LW   |
| 13 | Alexis Lefrenière   | Canada           | LW   |
| 14 | Tyler Motte         | Verenigde Staten | C    |
| 10 | Artemi Panarin (A)  | Rusland          | LW   |
| 91 | Vladimir Tarasenko  | Rusland          | RW   |
| 16 | Vincent Trocheck    | Verenigde Staten | C    |
| 26 | Jimmy Vesey         | Verenigde Staten | LW   |
| 93 | Mika Zibanejad (A)  | Zweden           | C    |
| 23 | Adam Fox            | Verenigde Staten | D    |
| 5  | Ben Harpur          | Canada           | D    |
| 55 | Ryan Lindgren       | Verenigde Staten | D    |
| 77 | Niko Mikkola        | Finland          | D    |
| 79 | K'Andre Miller      | Verenigde Staten | D    |
| 4  | Braden Schneider    | Canada           | D    |
| 8  | Jacob Trouba (C)    | Verenigde Staten | D    |
| 41 | Jaroslav Halak      | Slowakije        | GK   |
| 31 | Igor Shesterkin     | Rusland          | GK   |

## Aanvoerders
| Bill Cook, 1926–37       | Brad Park, 1974–75                           |
| Art Coulter, 1937–42     | Phil Esposito, 1975–78                       |
| Ott Heller, 1942–45      | Dave Maloney, 1978–80                        |
| Neil Colville, 1945–48   | Walt Tkaczuk, 1980–81                        |
| Buddy O'Connor, 1949–50  | Barry Beck, 1981–86                          |
| Frank Eddolls, 1950–51   | Ron Greschner, 1986–87                       |
| Allan Stanley, 1951–53   | Kelly Kisio, 1987–91                         |
| Don Raleigh, 1953–55     | Mark Messier, 1991–97                        |
| Harry Howell, 1955–57    | Brian Leetch, 1997–2000                      |
| George Sullivan, 1957–61 | Mark Messier, 2000–2004                      |
| Andy Bathgate, 1961–64   | Geen aanvoerder door spelersstaking, 2004–06 |
| Camille Henry, 1964–65   | Jaromir Jagr, 2006–08                        |
| Bob Nevin, 1965–71       | Chris Drury, 2008–11                         |
| Vic Hadfield, 1971–74    | Ryan Callahan, 2011–14                       |
| Ryan McDonagh, 2014–2018 | Jacob Trouba 2022-heden                      |